# Eremogone macradenia
Eremogone macradenia är en nejlikväxtart som först beskrevs av S. Wats., och fick sitt nu gällande namn av S. Ikonnikov. Eremogone macradenia ingår i släktet Eremogone och familjen nejlikväxter. Utöver nominatformen finns också underarten E. m. arcuifolia.

## Bildgalleri

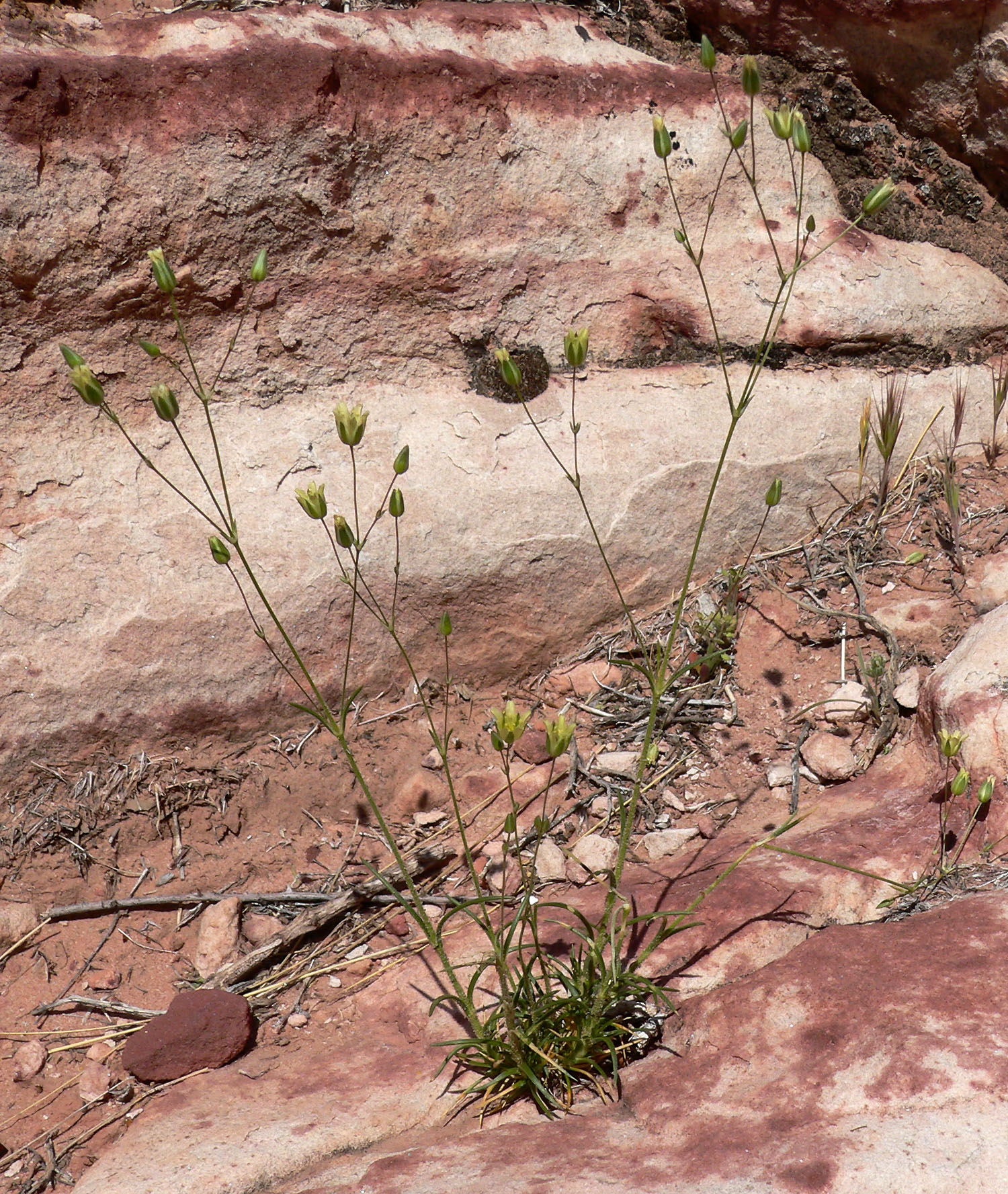
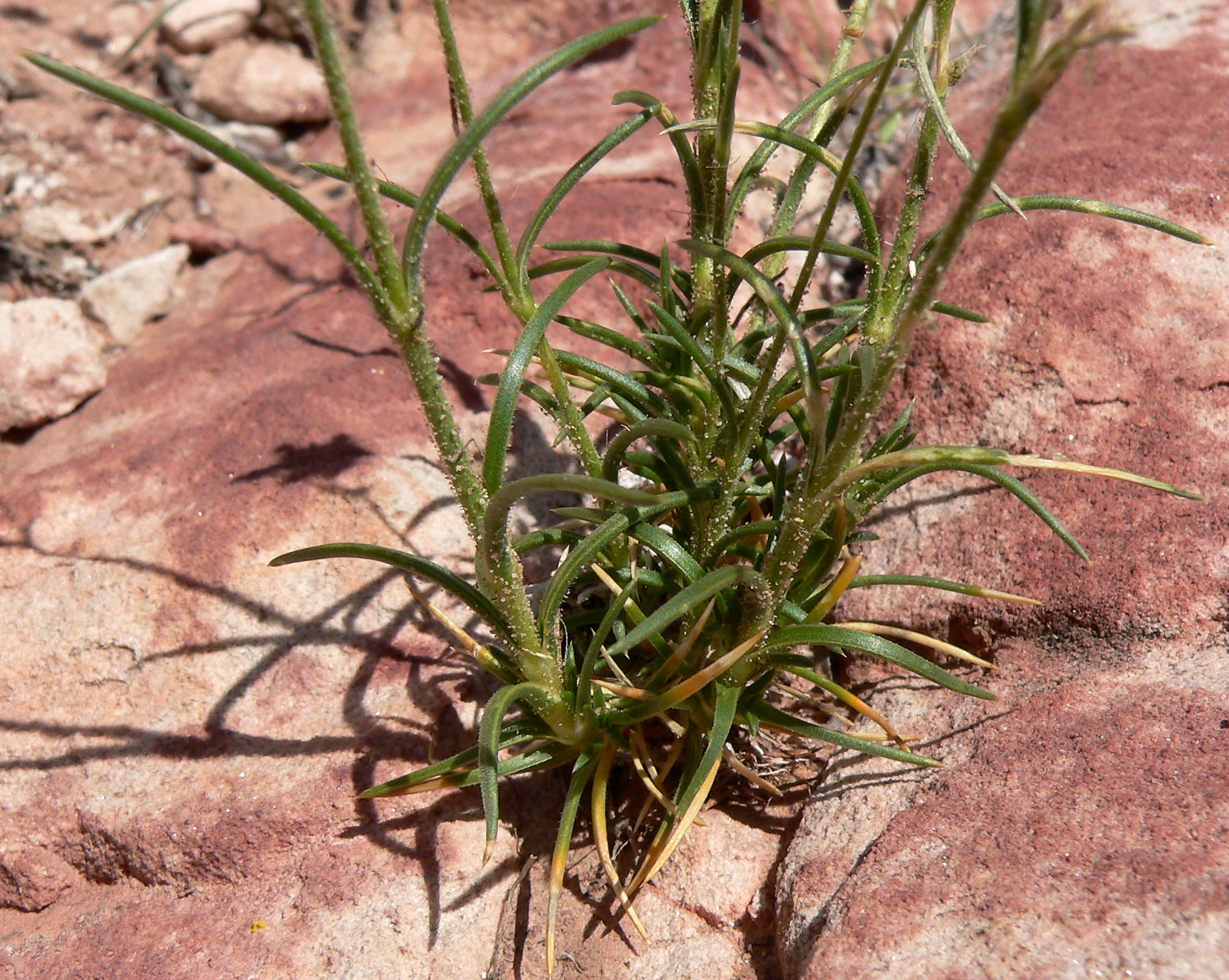
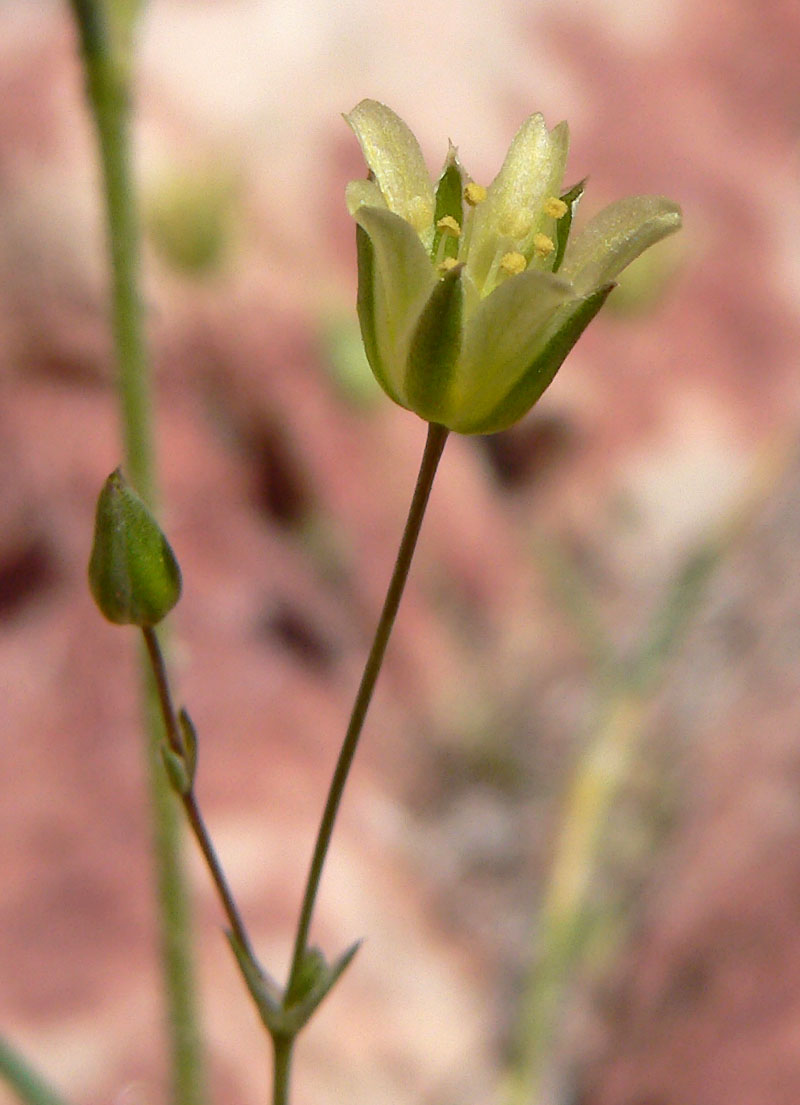
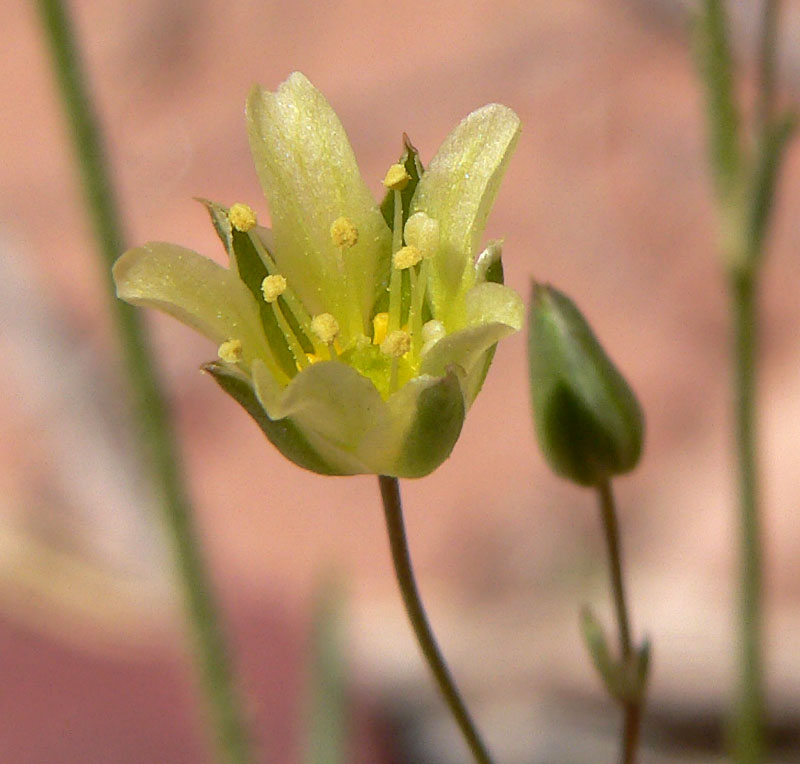
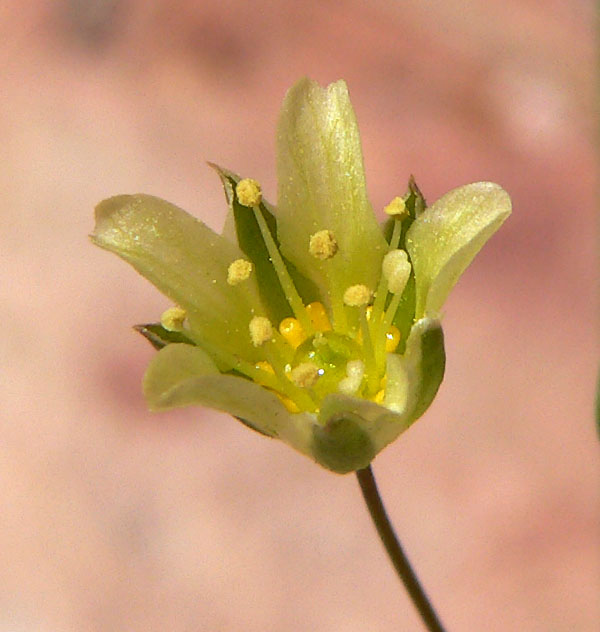
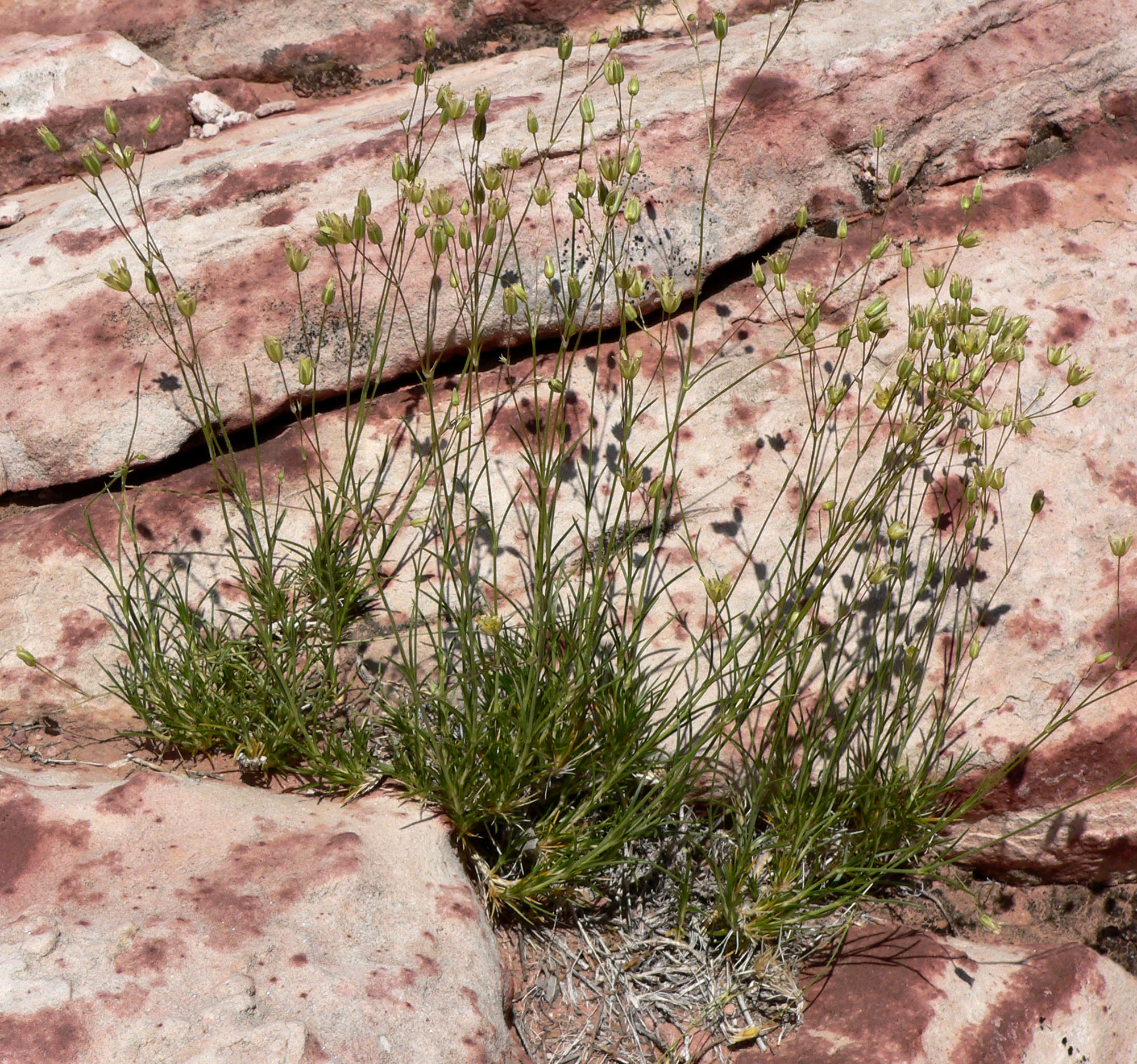